# Bianco sopra bianco

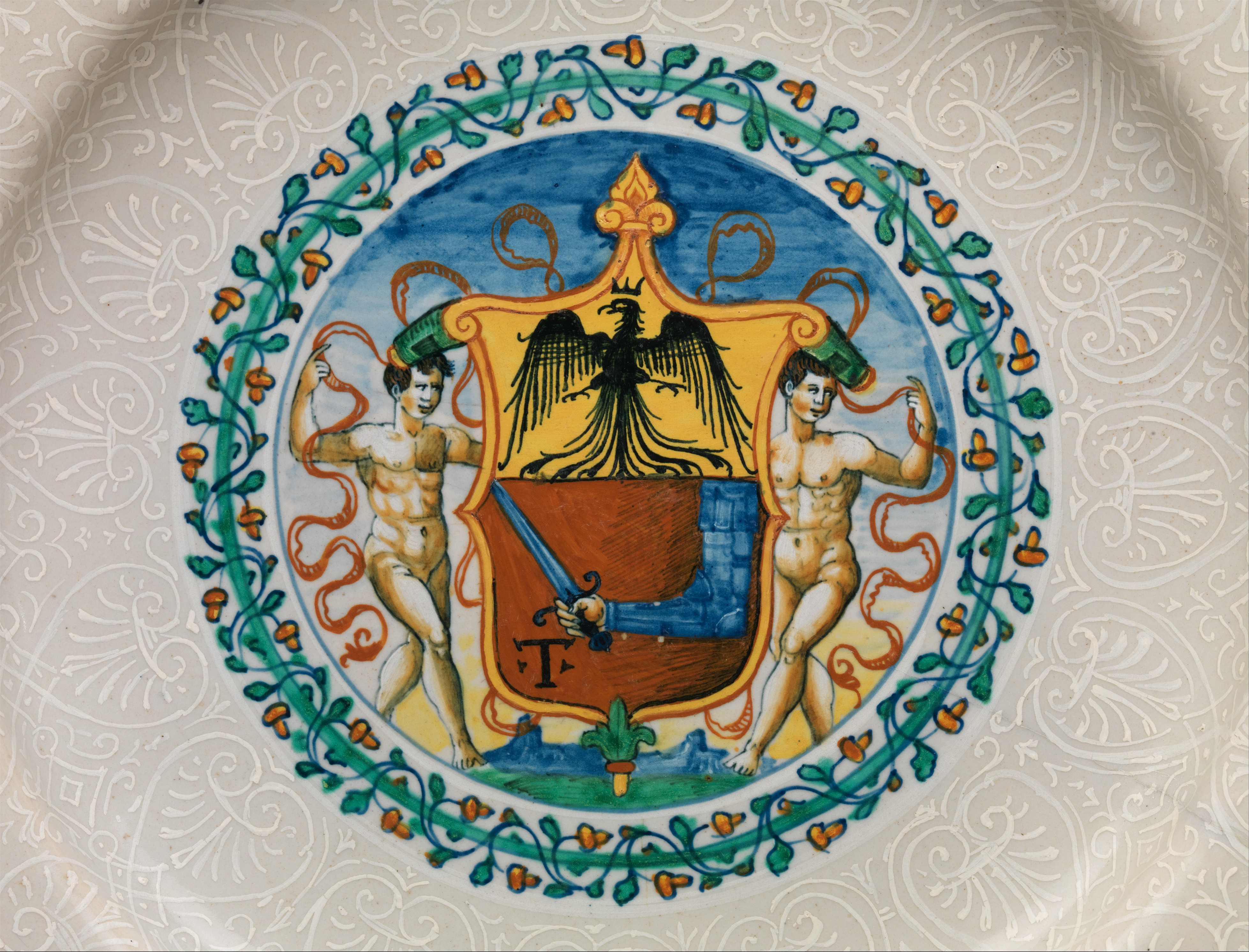
Ett majolikafat målat med bianco sopra bianco-teknik från cirka 1545. Fatet finns på Metropolitan Museum of Art.

Bianco sopra bianco, italienska för vitt på vitt, är ett mönster på fajans och majolika som uppstod i Italien på 1500-talet. Mönstret målades med heltäckande kall vit färg ovanpå en varmare vit, eller svagt blåaktig nyans av, underglasyr. Mönstret populariserades återigen av Rörstrand på 1700-talet då det målades på en starkare, gråaktig, bakgrund.